# 라이트 오브 라이프
라이트 오브 라이프(Light of My Life)는 미국에서 제작된 케이시 애플렉 감독의 2019년 드라마 영화이다. 케이시 애플렉 등이 주연으로 출연하였다.

## 출연

### 주연
- 케이시 애플렉
- 톰 바우어
- 티모시 웨버
- 안나 피노스키

### 조연
- 코리 그림